# Maksimilijan Mihelčič
Maksimilijan Mihelčič, slovenski nogometaš, * 29. julij 1905, Ljubljana, † 29. marec 1958, Zagreb.
Mihelčič je kariero začel v ljubljanskem klubu ŽŠK Hermes, v nadaljevanju pa branil še za kluba HŠK Građanski Zagreb in HŠK Šparta. Kot drugi slovenski nogometaš, po Stanku Tavčarju, je bil član jugoslovanske reprezentance, s katero je nastopil na Poletnih olimpijskih igrah 1928, predviden pa je bil tudi za nastop na Svetovnem prvenstvu 1930, kjer pa so zaradi spora nastopali le nogometaši srbskih klubov.